# Шведска на Европском првенству у атлетици у дворани 2015.
Шведска је учествовала на 33. Европском првенству у дворани 2015 одржаном у Прагу, Чешка, од 5. до 8. марта. Ово је било тридесет треће Европско првенство у атлетици у дворани од његовог оснивања 1970. године на којем је Шведска учествовала, односно учествовала је на свим првенствима до данас. Репрезентацију Шведске представљала су 24 спортиста (12 мушкараца и 12 жена) који су се такмичили у 15 дисциплина (7 мушких и 8 женских).
На овом првенству Шведска је заузело 12 место по броју освојених медаља са 3 освојене медаљље (једна златна и две бронзане). У табели успешности према броју и пласману такмичара који су учествовали у финалним такмичењима (првих 8 такмичара) Шведска је са 5 учесника у финалу заузела 13. место са 26 бодова, од 33 земље које су имале представнике у финалу. Укупно је учествовало 49 земаља.
| Плас. | Земља   | 1. место | 2. место | 3. место | 4. место | 5. место | 6. место | 7. место | 8. место | Бр. финал. - Бод. |
| ----- | ------- | -------- | -------- | -------- | -------- | -------- | -------- | -------- | -------- | ----------------- |
| 13.   | Шведска | 1 - 8    | –        | 2 - 12   | 1 - 5    | –        | –        | –        | 1 - 1    | 5 - 26            |

Поред освојених медаља Шведска је постигла и следеће резултате: оборен ја најбољи светски и европски резултат сезоне, 2 национална и 7 личних рекорда, као и 3 најбоља лична резултата сезоне.

## Учесници
| Мушкарци: - Ерик Хагберг — 60 м - Одејн Роуз — 60 м - Ерик Мартинсон — 400 м - Андреас Крамер — 800 м - Андреас Алмгрен — 800 м - Јохан Рогестедт — 1.500 м - Стефан Ек — 1.500 м - Тобијас Нилсон Монтлер — Скок удаљ - Михел Торнеус — Скок удаљ - Андреас Отерлинг — Скок удаљ - Лајф Аренијус — Бацање кугле - Петер Олсон — Седмобој | Жене: - Ирене Екелунд — 60 м - Елин Естлунд — 60 м - Елиса Малмберг — 400 м - Ана Силвандер — 800 м - Шарлота Фуегберг — 3.000 м - Софије Ског — Скок увис - Ангелика Бенгтсон — Скок мотком - Михаела Мејер — Скок мотком - Малин Далстрем — Скок мотком - Ерика Јардер — Скок удаљ - Khaddi Sagnia — Скок удаљ - Фани Рос — Бацање кугле |  |

## Освајачи медаља (3)

### Злато (1)
- Михел Торнеус — Скок удаљ

### Бронза (2)
- Ангелика Бенгстон — Скок мотком
- Андреас Отерлинг — Скок удаљ

## Резултати

### Мушкарци
| Атлетичар              | Дисциплина   | Лични рекорд | Квалификације | Квалификације | Полуфинале           | Полуфинале           | Финале               | Финале        | Детаљи |
| Атлетичар              | Дисциплина   | Лични рекорд | Резултат      | Место         | Резултат             | Место                | Резултат             | Место         | Детаљи |
| ---------------------- | ------------ | ------------ | ------------- | ------------- | -------------------- | -------------------- | -------------------- | ------------- | ------ |
| Ерик Хагберг           | 60 м         | 6,66         | 6,69          | 5. у гр. 2 кв | 6,72                 | 7. у пф. 2           | Није се квалификовао | 18. / 35 (37) |        |
| Одејн Роуз             | 60 м         | 6,62         | 6,67 ЛРС      | 4. у гр. 5 КВ | 6,74                 | 7. у пф. 1           | Није се квалификовао | 20. / 35 (37) |        |
| Ерик Мартинсон         | 400 м        | 47,43        | 48,09         | 4. у гр. 3    | Није се квалификовао | Није се квалификовао | Није се квалификовао | 24. / 30 (33) |        |
| Андреас Крамер         | 800 м        | 1:49,01      | 1:50,34       | 6. у гр. 1    | Није се квалификовао | Није се квалификовао | Није се квалификовао | 26. / 40      |        |
| Андреас Алмгрен        | 800 м        | 1:46,56      | 1:49,10       | 2. у гр. 7 КВ | 1:47,24              | 1. у пф. 2 КВ        | 1:47,78              | 4 / 40        |        |
| Јохан Рогестедт        | 1.500 м      | 3:40,03      | 7:58,29       | 4. у гр. 4    |                      |                      | Није се квалификовао | 18 / 28       |        |
| Стефан Ек              | 1.500 м      | 3:48,88      | 8:02,20 ЛР    | 6. у гр. 1    | 10 / 28              |                      | Није се квалификовао |               |        |
| Михел Торнеус          | Скок удаљ    | 8,29 НР      | 7,97          | 1. кв         | 8,30 НР, СРС, ЕРС    |                      |                      |               |        |
| Андреас Отерлинг       | Скок удаљ    | 7,89         | 7,96 ЛР       | 2. кв         | 8,06 ЛР              |                      |                      |               |        |
| Тобијас Нилсон Монтлер | Скок удаљ    | 7,73         | 7,38          | 21            | Није се квалификовао | 21 / 23 (24)         |                      |               |        |
| Лајф Аренијус          | Бацање кугле | 20,29        | 19,07         | 19.           | Није се квалификовао | 19 / 27 (33)         |                      |               |        |

#### седмобој
| Дисциплина   | Петер Олсон | Петер Олсон | Петер Олсон | Петер Олсон | Петер Олсон | Петер Олсон |
| Дисциплина   | Лич. рек.   | Рез.        | Бод.        | Плас.       | Укупно      | Плас.       |
| ------------ | ----------- | ----------- | ----------- | ----------- | ----------- | ----------- |
| 60 м         | 7,24        | 7,03 ЛРС    | 872         | 7.          |             |             |
| Скок удаљ    | 7,13        | 7,11 ЛРС    | 840         | 8.          | 1,712       | 8.          |
| Бацање кугле | 15,97       | 13,40 ЛРС   | 692         | 13.         | 2.404       | 11.         |
| Скок увис    | 2,02        | 1,98        | 785         | 10.         | 3.189       | 11.         |
| 60 препоне   | 8,31        | 8,19        | 835         | 12.         | 4.085       | 13.         |
| Скок мотком  | 5,00        | 5,00 =ЛР    | 910         | 6.          | 5.034       | 11.         |
| 1.000 м      | 2:33,99     | 2:43,51     | 836         | 6.          |             |             |
| Укупно       | 5.904       | -           |             |             | 5.869 'ЛРС  | 8 / 12 (15) |

### Жене
| Атлетичарка       | Дисциплина   | Лични рекорд | Квалификације | Квалификације | Полуфинале            | Полуфинале            | Финале                | Финале        | Детаљи |
| Атлетичарка       | Дисциплина   | Лични рекорд | Резултат      | Место         | Резултат              | Место                 | Резултат              | Место         | Детаљи |
| ----------------- | ------------ | ------------ | ------------- | ------------- | --------------------- | --------------------- | --------------------- | ------------- | ------ |
| Ирене Екелунд     | 60 м         | 7,26         | 7,27          | 4. у гр. 3 КВ | 7,36                  | 6. у пф. 1            | Није се квалификовала | 18. / 37 (38) |        |
| Елин Естлунд      | 60 м         | 7,41         | 7,39 ЛР       | 4. у гр. 1 КВ | 7,42                  | 8. у пф. 3            | Није се квалификовала | 24. / 37 (38) |        |
| Елиса Малмберг    | 400 м        | 53,88        | 53,81 ЛР      | 4. у гр. 2    | Није се квалификовала | Није се квалификовала | Није се квалификовала | 17 / 28       |        |
| Ана Силвандер     | 400 м        | 2:03,36      | 2:04,28       | 4. у гр. 2 кв | 2:04,24               | 4 у пф. 1             | Није се квалификовала | 7 / 19 (20)   |        |
| Шарлота Фуегберг  | 3.000 м      | 9,07:94      | 9:01,33 ЛР    | 6. у гр. 1 кв |                       |                       | 9:06,50               | 11. / 18 (19) |        |
| Софије Ског       | Скок увис    | 1,88         | 1,87 ЛРС      | 16.           | Није се квалификовала | 16. / 22              |                       |               |        |
| Ангелика Бенгтсон | Скок мотком  | 4,68 НР      | 4,60          | 6. кв         | 4,70 НР               |                       |                       |               |        |
| Михаела Мејер     | Скок мотком  | 4,50         | 4,55 ЛР       | 9.            | Није се квалификовала | 9. / 22               |                       |               |        |
| Малин Далстрем    | Скок мотком  | 4,52         | 4,45 ЛРС      | 13.           | Није се квалификовала | 13. / 22              |                       |               |        |
| Ерика Јардер      | Скок удаљ    | 6,71         | 6,49          | 11.           | Није се квалификовала | 11. / 22              |                       |               |        |
| Khaddi Sagnia     | Скок удаљ    | 6,66         | 6,52          | 9.            | Није се квалификовала | 9. / 22               |                       |               |        |
| Фани Рос          | Бацање кугле | 16,69        | 16,61         | 10.           | Није се квалификовала | 10. / 14 (15)         | [ мртва веза ]        |               |        |